# New Yorker Volkszeitung
La New Yorker Volkszeitung était un quotidien ouvrier de langue allemande publié de 1878 à 1932 à New York, aux États-Unis.